# Lee Dong-june
Ne doit pas être confondu avec Lee Dong-jun.
Pour les articles homonymes, voir Lee.
Lee Dong-june (hangeul : 이동준 ; RR : Lee Dong-joon) est un compositeur sud-coréen, né le 5 février 1967 à Pusan.

## Biographie
Lee Dong-june naît le 5 février 1967 à Pusan. Jeune, à la fin des années 1980, il fréquente l'Institut des arts de Séoul pour étudier la musique, suivant sa « forte envie d'essayer quelque chose » depuis enfant, et sort diplômé en 1991.
En 1994, après avoir rencontré le président-directeur général de la société de production Shin Cine durant ses études, il se lance dans le milieu du cinéma et commence à composer la musique de son premier film The Fox with Nine Tails (구미호, 1994) de Park Heon-su. En 1996, il fait écouter cette musique au réalisateur Kang Je-gyu qui, alors inconnu, à cette époque, la trouve satisfaisante : ce dernier l'invite à mettre la musique dans son premier film The Gingko Bed (은행나무 침대, 1995). Ils se collaboreront à nouveau pour d'autres projets tels que Nom de code : Shiri (쉬리, 1999), Frères de sang (태극기 휘날리며, 2004), Far Away : Les Soldats de l'espoir (마이 웨이, 2011) et Salut d'amour (장수상회, 2014).
En 1997, il rencontre Lee Chang-dong pour qui il compose la musique de son premier film Green Fish (초록 물고기) : il remporte le prix de la meilleure musique à la 34e cérémonie de Grand Bell Awards.
En 2014, il compose l'hymne de la Confédération asiatique de football (AFC),.
En 2023, il retrouve le réalisateur Kang Je-gyu pour mettre la musique Road to Boston (1947 보스톤), film biographique sur les athlètes coréen, Son Ki-Jeong, Suh Yun-bok et Nam Sung-yong qui ont participé au marathon de Boston en 1947, première course pédestre internationale depuis la Seconde Guerre mondiale.

## Discographie

### Bandes originales

#### Longs métrages
- 1994 : The Fox with Nine Tails (구미호) de Park Heon-su
- 1994 : Contract Couple (계약커플) de Shin Seung-soo
- 1995 : The Gingko Bed (은행나무 침대) de Kang Je-gyu
- 1997 : Green Fish (초록 물고기) de Lee Chang-dong
- 1999 : Nom de code : Shiri (쉬리) de Kang Je-gyu
- 1999 : Phantom: The Submarine (유령) de Min Byung-chun
- 2000 : Libera Me (리베라 메) de Yang Yun-ho
- 2001 : Kiss Me Much (베사메무쵸) de Jeon Yoon-soo
- 2002 : 2009: Lost Memories (2009 로스트메모리즈) de Lee Si-myung
- 2003 : Save the Green Planet! (지구를 지켜라!) de Jang Joon-hwan
- 2003 : Mr. Butterfly (나비) de Kim Hyeon-seong
- 2003 : The Legend of the Evil Lake (천년호) de Lee Kwang-hoon
- 2004 : Frères de sang (태극기 휘날리며) de Kang Je-gyu
- 2004 : A Family (가족) de Lee Jung-chul
- 2005 : The Twins (역전의 명수) de Park Heung-sik
- 2006 : Vampire Cop Ricky (흡혈 형사 나도열) de Lee Si-myung
- 2006 : Oh! My God (구세주) de Kim Jeong-woo
- 2006 : Romance (로망스) de Moon Seung-wook
- 2006 : Lump Sugar (각설탕) de Lee Hwan-kyung
- 2007 : Punch Lady (펀치 레이디) de Kang Hyo-jin
- 2010 : Grand Prix (그랑프리) de Yang Yun-ho
- 2011 : Champ (챔프) de Lee Hwan-kyung
- 2011 : Far Away : Les Soldats de l'espoir (마이 웨이) de Kang Je-gyu
- 2013 : Miracle in Cell No. 7 (7번방의 선물) de Lee Hwan-kyung
- 2014 : Salut d'amour (장수상회) de Kang Je-gyu
- 2016 : Memories of War (인천상륙작전) de Lee Jae-han
- 2017 : I Can Speak (아이 캔 스피크) de Kim Hyeon-seok
- 2021 : Perhaps Love (장르만 로맨스) de Jo Eun-ji
- 2022 : A Birth (탄생) de Park Heung-shik
- 2023 : Road to Boston (1947 보스톤) de Kang Je-gyu

#### Court métrage
- 2014 : Awaiting (민우씨 오는날) de Kang Je-gyu

#### Séries télévisées
- 2008 : The Lawyers of The Great Republic Korea (대한민국 변호사)
- 2008 : IRIS (대한민국 변호사)

## Distinctions

### Récompense
- Grand Bell Awards 1997 : meilleure musique pour Green Fish[2]

### Nomination
- Blue Dragon Film Awards 2004 : meilleure musique pour Frères de sang[7]